# Дзержинский (сторожевой корабль)
Дзержинский (ПСК-1 [PS-26]) — пограничный сторожевой корабль (ПСКР с 1957 года) типа Киров итальянской постройки. С 1935 года в морской пограничной охране НКВД. В строю с февраля 1935 года. Исключен из морских частей пограничных войск СССР в 1959 году.

## Предыстория
Положение с охраной морской границы на Дальнем Востоке в 1920-е годы было сложным. Огромная протяжённость морских границ и отсутствие быстроходных пограничных сторожевых кораблей привели к тому, что браконьерские промысловые суда Японии и США добывали пушнину, ловили рыбу и крабов в советских территориальных водах безнаказанно. На островах и побережье они создавали иностранные обменные пункты, закупочные базы и метеостанции. СССР имел от этого многомиллионные убытки, и как только появилась возможность, было решено усилить флот в дальневосточных водах. В мае 1929 года Политбюро ЦК ВКП(б) решило построить для дальневосточной морской пограничной охраны 24 больших, средних и малых судна (3, 8 и 13).
Но верфи СССР были не способны быстро построить несколько сторожевых кораблей с большой скоростью и хорошей мореходностью. В связи с этим на два ПСКРа (вместе с «Кировым») выдан заказ итальянской верфи фирмы Ансальдо в Генуе. По договору итальянцы должны были построить два корабля и самостоятельно перегнать их на Дальний Восток для приёмки советскими экипажами. Корабли сдавали без вооружения, которое устанавливали самостоятельно после прибытия кораблей в СССР.

## История
Изначально «PS-26». Спущен на воду 16 сентября 1934 года. В ноябре 1934 года совершил переход на Дальний Восток с итальянским экипажем, вооружённым легким стрелковым оружием. Штатное советское вооружение установлено после прибытия в СССР. С февраля 1935 года зачислен во владивостокский отряд морской пограничной охраны НКВД, а вскоре — в 60-й камчатский морской пограничный отряд НКВД. В марте 1935 года присвоено имя «Дзержинский». Неоднократно участвовал в задержании иностранных (главным образом японских) промысловых судов, ведущих браконьерский промысел в советских водах. Порой вступал в противостояние с японскими боевыми кораблями, прикрывавшим свои браконьерские суда, и до открытия огня иногда оставался всего шаг. В июле 1936 года обеспечивал рекордный беспосадочный перелет самолета АНТ-25 экипажа В. П. Чкалова до острова Удд, и в мастерской ПСКР выточили полуось шасси самолета, вместо вышедшей из строя при посадке на остров. В ноябре 1938 года пытался оказать помощь в спасении эскадренного миноносца «Решительный», когда тот был выброшен при буксировке в шторм на камни в Татарском проливе.
Во время Великой Отечественной войны обеспечивал охрану морских дальневосточных границ СССР.
В одном из походов на рассвете 18 сентября 1944 года в Первом Курильском проливе в 2 милях юго-восточнее мыса Лопатка (полуостров Камчатка) в территориальных водах СССР был атакован двумя американских самолётами, один из которых обстрелял корабль пулемётным огнём. С корабля был открыт ответный огонь из орудий и пулемётов, израсходовано 63 снаряда и до 800 патронов. Повреждений корабля и потерь в его личном составе не было, самолёты также покинули место боя без видимых попаданий.
6 августа 1945 года вместе с другими силами морской пограничной охраны передан в оперативное подчинение Петропавловской военно-морской базе. Участвовал в охранении и артиллерийской поддержке высадки десанта на остров Шумшу и контрбатарейной борьбе. При высадке на Шумшу из двадцати двух радиостанций осталась работоспособной только радиостанция краснофлотца Мусорина корректировочного поста ПСКР «Дзержинский», упакованная в прорезиненный мешок из газозащитного комплекта, и первоначально радиосвязь передового десантного отряда с кораблями велась только по ней. В боях 18 августа 1945 года израсходовал 257 102-мм снарядов. 24 августа «Дзержинский», на котором был представитель штаба японской 91-й пехотной дивизии, должен был разведать положение японцев на островах Матуа, Кетой, Симушир и Уруп. В 14 часов ПСК-1 подошёл к острову Матуа и через японца-представителя вручил начальнику гарнизона острова приказ о капитуляции. После этого был начат прием пленных и вооружения. 27 августа «Дзержинский» подошел к острову Симушир и после отстоя из-за сплошного тумана, разведка с корабля обследовала остров, японских войск не обнаружено, в 15 часов вышли к острову Уруп. 28 августа в 10 часов подошел к Урупу. На западном берегу острова японских войск не обнаружили.
14 сентября 1945 года за успешное выполнение боевых заданий во время советско-японской войны награждён орденом Красного Знамени.
В 1960 году переклассифицирован в штабной корабль ПС-28. В 1961 году в сильный шторм выброшен на берег острова Шикотан. Корпус разрушен и переработан на металлолом.

## Некоторые характеристики
Водоизмещение: 811 т нормальное и 900 т полное без вооружения; в 1945 году полное с вооружением 1161 т;
Длина: 80 м (общая); 78,1 м (по ватерлинии);
Ширина: 8,3 м;
Осадка: 2,8 м (без вооружения и боекомплекта); в 1945 году с вооружением 3,75 м;
Энергетическая установка: 3 дизельных двигателя «Франко-Този» Е-6;
Мощность: 1500 л. с. проектная при 360 оборотах минуту, 1800 л. с. на испытаниях;
Скорость хода: 21,5—22 узла на испытаниях без вооружения; 20,5 узлов в эксплуатации. В 1945 году 18,5 узлов в течение 2 часов; 17,5 узлов в течение 130 часов; 16,5 узлов в течение 510 часов;
Запас дизельного топлива: 75 т нормальный; 140 т полный;
Расход топлива: 1013 кг в час на полном ходу, 236 — на экономическом ходу;
Дальность плавания: 2370 миль на 18,5 узлах, 5975 миль на 16,5 узлах;
Артиллерия: 3 102-мм пушки, 4 45-мм полуавтоматических универсальных пушки 21-К; боекомплект — 450 102-мм унитарных выстрелов (150 на орудие, по 9 в кранцах (ящиках) первых выстрелов у первого и второго орудий и 12 — у третьего [от носа]) полный и 742 — максимальный (по вместимости погребов); 1680 45-мм унитарных выстрелов (1500 в погребах и по 45 в кранцах первых выстрелов у орудий);
Дальномеры: 3-х метровый на платформе за ходовым мостиком и 2-х метровый на платформе за фок-мачтой;
Зенитные пулемёты: 1×4 зенитная пулемётная установка 4М и 3 12,7-мм зенитных пулемета ДШК; боекомплект 12,7-мм 9000 патронов;
Противолодочное вооружение: шумопеленгатор Марс-16; 2 бомбомёта БМБ-1 и к ним 10 больших глубинных бомб ББ-1 на тележках, 6 бортовых бомбосбрасывателей и 35 малых глубинных бомб БМ-1 — 12 на палубе и 23 в погребе;
Минное вооружение: 30 мин образца 1908 года или 24 образца 1926 года.